# Yves Chauvin
Yves Chauvin (Menen (België), 10 oktober 1930 – Tours, 27 januari 2015) was een in België geboren Frans scheikundige. Hij heeft in 2005 de Nobelprijs voor chemie gekregen samen met de Amerikanen Robert Grubbs en Richard Schrock voor hun werk aan de ontwikkeling van de metathesemethode, die zich richt op de manier waarop chemische bindingen van koolstof tot stand komen en breken.

## Biografie
Chauvin werd geboren in de Belgische stad Menen, uit Franse ouders die uit de streek van Tours kwamen. Zijn vader was elektrotechnisch ingenieur en stond toen aan het hoofd van een gas- en elektriciteitsleverancier. Na de Eerste Wereldoorlog was hij met zijn vrouw naar het verwoeste West-Vlaanderen gekomen om er de elektriciteitsvoorzieningen mee te helpen herstellen. Yves Chauvin ging naar de kleuterschool in Menen, maar voor de lagere school stak hij elke dag de grens over naar Frankrijk. Na zijn middelbare studies, die hij in verschillende Franse steden voltooide tijdens en na de Tweede Wereldoorlog, trok hij naar de School van Industriële Chemie te Lyon, waar hij in 1954 een ingenieursdiploma behaalde.
In 1960 werd hij aangenomen bij Institut Français du Pétrole (IFP) in Rueil-Malmaison bij Parijs, waar hij de vrije hand kreeg om onderzoek te doen. Na talrijke tests begin jaren zeventig verklaarde hij in detail wat metathese veroorzaakt, een chemische reactie die toegepast wordt in de biotechnologie, de voedselindustrie en de fabricage van plastic materialen. In 1991 werd hij onderzoeksdirecteur bij het instituut en vier jaar later ging hij met pensioen. In 2005 werd hij lid van de Académie des sciences. Hij overleed begin 2015 op 84-jarige leeftijd.

## Werk
Metathese, dubbele omzetting in organische synthese, is een proces waarbij groepen atomen binnen moleculen van plaats wisselen op een wijze die vergelijkbaar is met een dans waarbij dansers voortdurend van partner ruilen. De reactie betreft het verbreken en opnieuw vormen van dubbele bindingen in koolstofgebaseerde moleculen onder invloed van een metalloïde katalysator.
Hoewel Chauvin aangaf welk type metaalverbindingen als katalysator gebruikt konden worden, duurde het tot 1990 voordat de Amerikaanse scheikundige Richard Schrock de eerste efficiënte katalysator voor metathese ontwikkelde. Diens landgenoot Robert Grubbs ontwikkelde twee jaar later een luchtstabiele katalysator met nog betere resultaten.
Voor dit werk ontving Chauvin samen met Schrock en Grubbs de Nobelprijs voor de Scheikunde in 2005. Aanvankelijk zei Chauvin dat hij niet van plan was de prijs op te halen. Zijn ontdekking deed hij immers reeds 35 jaar eerder. Hij zei dat hij de prijs alleen gekregen had dankzij het aanvullend werk van zijn Amerikaanse collega's. Uiteindelijk ging hij toch naar Stockholm en ontving er de prijs uit de handen van de koning van Zweden op 10 december 2005.
Andere verdiensten van Chauvin betrof een proces voor de dimerisatie van propyleen naar lineaire alkenen en een proces waarbij ethyleen wordt omgezet naar een vorm van buteen. Zijn zoon, de scheikundige Remi Chauvin, voerde in navolging van zijn vader uitgebreid onderzoek uit naar alkyne-metathese.